# ميلاني نيكولز الملك
ميلاني نيكولز الملك (بالإنجليزية: Melanie Nicholls-King)‏ (و. م) هي ممثلة، وممثلة أفلام كندية، ولدت في كندا.

## وصلات خارجية
- ميلاني نيكولز الملك على موقع IMDb (الإنجليزية)
- ميلاني نيكولز الملك على موقع ألو سيني (الفرنسية)
- ميلاني نيكولز الملك على موقع أول موفي (الإنجليزية)
- ميلاني نيكولز الملك على موقع قاعدة بيانات الأفلام السويدية (السويدية)
- ميلاني نيكولز الملك على موقع قاعدة بيانات الفيلم (الإنجليزية)
- ميلاني نيكولز الملك على موقع كينوبويسك (الروسية)